# Lothar Riedinger
Lothar Riedinger (* 5. Juli 1954 in Dargun) ist ein deutscher Politiker (CDU).

## Leben
Lothar Riedinger erwarb einen Abschluss als Diplom-Ingenieur. Er ist Geschäftsführer der Riedinger Dachdecker GmbH in Arneburg.

## Politik
Riedinger war von 1990 bis 1994 der erste frei gewählte Landrat des Landkreises Stendal nach der politischen Wende. Von 1994 bis 2019 war er Mitglied des Kreistags des Landkreises Stendal und dessen Vorsitzender. Bei der Wahl zum ehrenamtlichen Bürgermeister der Stadt Arneburg am 16. März 2008 erhielt Lothar Riedinger 47,2 % der Stimmen, verfehlte aber knapp die absolute Mehrheit. In der am 30. März 2008 folgenden Stichwahl setzte er sich mit 51,4 % der Stimmen durch. Am 19. April 2015 wurde er mit 60,7 % der Stimmen wiedergewählt. Im Jahr 2022 wurde er mit 100 % der Stimmen bei einer Wahlbeteiligung von 29,7 % erneut gewählt.
Für sein langjähriges kommunalpolitisches Engagement erhielt Lothar Riedinger am 11. September 2015 die goldene Ehrennadel des Landkreistags Sachsen-Anhalt.